# Kakerlakak
Kakerlakak ist ein Brettspiel des deutschen Spieleautors Peter-Paul Joopen. Das Spiel für zwei bis vier Spieler erschien 2013 bei Ravensburger in mehreren Sprachen. 2013 wurde es auf die  Empfehlungsliste des Kinderspiels des Jahres aufgenommen, zudem wurde es beim Österreichischen Spielepreis als „Spiele Hit für Kinder“ ausgezeichnet und erhielt den Deutschen Kinderspielepreis.

## Hintergrund und Ausstattung
As Besonderheit des Spiels Kakerlakak wurde eine bewegliche Kakerlake eingeführt, die sich mit Hilfe eines Vibrationsmotors selbstständig bewegen kann Die Spieler versuchen, diese Bewegung durch ein Küchenlabyrinth so zu steuern, dass die Kakerlake ihnen in die Falle geht. Das Spielmaterial besteht neben der Spielanleitung aus einem Labyrinth in der Spielschachtel, das aus beweglichen Besteckteilen gebildet wird und in vier Fallen endet, einer Kakerlake, einem Würfel und 18 Kakerlakenchips.

## Spielweise
Das Spiel kann mit zwei bis vier Spielern gespielt werden. Zu Beginn wählt wird das Labyrinth in die Tischmitte gestellt und jeder Spieler eine der vier Fallen aus, nicht benötigte Fallen werden verschlossen und die Besteckteile im Labyrinth werden in eine ausgewählte Startposition gebracht. Die Kakerlake, der Würfel und die Kakerlakenchips werden neben das Spielfeld gelegt.

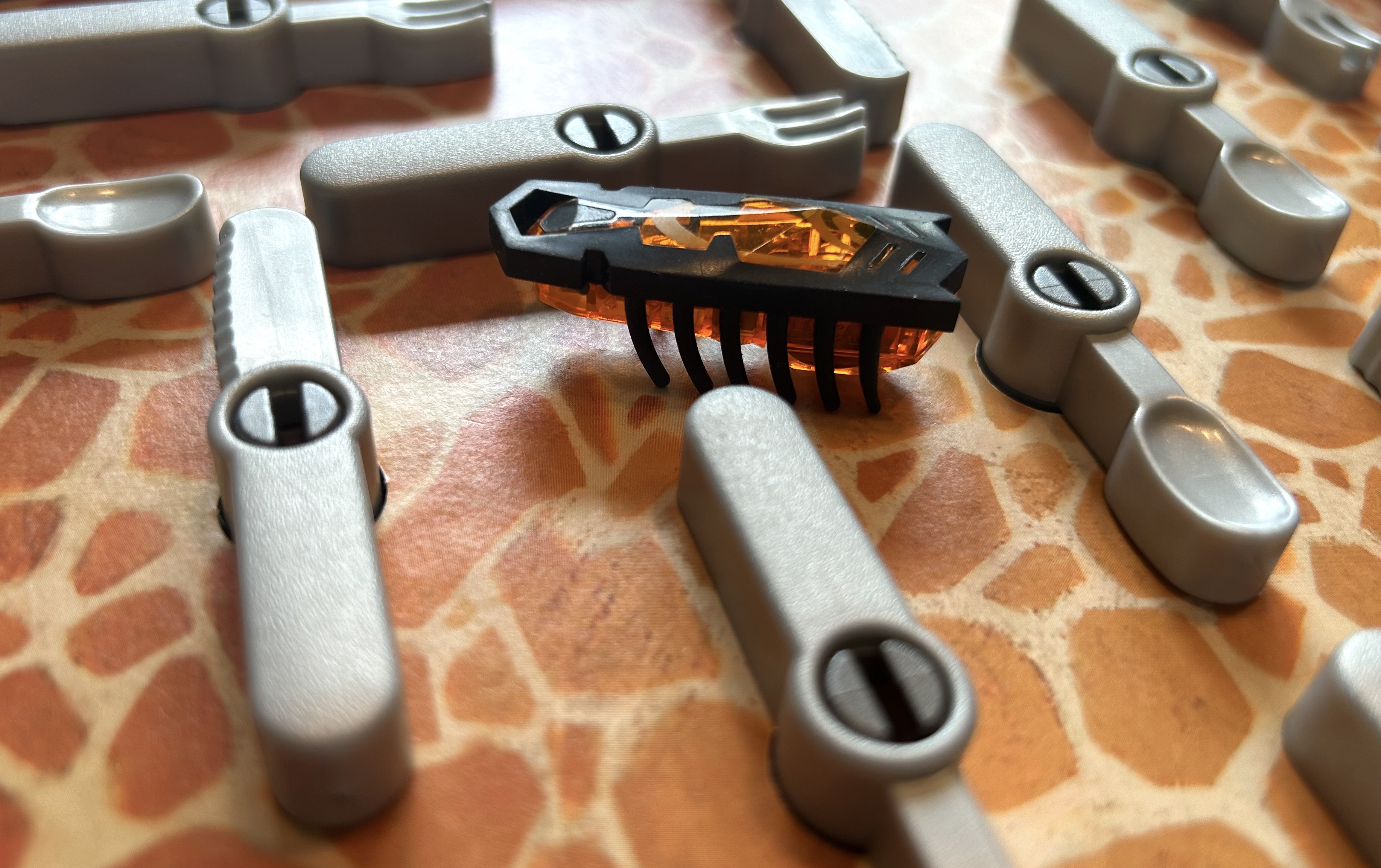
Kakerlakake im Spielfeld

Ein Spieler aktiviert die Kakerlake und platziert diese in der Mitte des Labyrinths. Durch den Motor angetrieben bewegt sie sich nun entlang der Wände und die Spieler versuchen, sie durch Veränderungen im Labyrinth in jeweils ihre Falle zu locken. Dafür würfeln die Spieler jeweils einmal mit dem Würfel und drehen abhängig vom Ergebnis eines der Besteckteile. Dabei können sie bei einem geworfenen Messer, Löffel oder Gabel jeweils die entsprechende Barriere um 90° drehen, bei einem Fragezeichen steht ihnen die Wahl frei.
Wenn die Kakerlake in eine der Spielerfallen läuft, bekommt dessen Besitzer einen Kakerlakenchip. Das Labyrinth wird wieder in eine Startposition zurückgestellt und die Kakerlake kommt zurück in die Labyrinthmitte für eine weitere Runde. Das Spiel endet, wenn ein Spieler fünf Kakerlakenchips sammeln konnte.

## Ausgaben und Rezeption
Kakerlakak wurde von dem deutschen Spieleautor Peter-Paul Joopen entwickelt und erschien 2013 in einner deutschen und mehreren multilingualen Sprachversionen bei Ravensburger. 2014 veröffentlichte Ravensburger das Spiel auch auf Chinesisch und 2022 erschien eine Version auf Koreanisch zusammen mit Korea Boardgames. 2023 veröffentlichte der Verlag zudem eine „Glow-in-the-Dark“-Version des Spiels.
Aufbauend auf dem Spiel erschien 2015 unter dem gleichen Namen eine Reiseversion des Spiels, die von Gunter Baars entwickelt wurde. Mit Kakerlaloop erschien 2015 zudem ein Nachfolger von Inka und Markus Brand und auch das 2020 veröffentlichte Mein erstes Kakerlakak wurde von ihnen entwickelt.
Das Spiel wurde 2013 auf die  Empfehlungsliste des Kinderspiels des Jahres aufgenommen, zudem wurde es beim Österreichischen Spielepreis als „Spiele Hit für Kinder“ ausgezeichnet und gewann den Deutschen Kinderspielepreis sowie den Spielzeugpreis Das goldene Schaukelpferd als Gesamtsieger und in der Rubrik „Für die ganze Familie“. Daneben wurde es für den französischen Kinderspielepreis As d’Or – Jeu de l’Année nominiert und beim Årets Spill in der Kategorie „Barnespill / Kinderspiel“ 2015 als Sieger ausgezeichnet.
„Für die ganze Familie“.

## Belege
1. 1 2 3 4 5  
Offizielle Spielregeln für Kakerlakak, Ravensburger 2013
2. 1 2  
Versionen von Kakerlakak in der Datenbank BoardGameGeek; abgerufen am 19. Mai 2024.
3. ↑  Kakerlakak in der Spieledatenbank BoardGameGeek (englisch); abgerufen am 19. Mai 2024.
4. ↑  Kakerlaloop in der Spieledatenbank BoardGameGeek (englisch); abgerufen am 19. Mai 2024.
5. ↑  Mein erstes Kakerlakak in der Spieledatenbank BoardGameGeek (englisch); abgerufen am 19. Mai 2024.
6. ↑  Kakerlakak auf der Website des Spiel des Jahres e.V.; abgerufen am 19. Mai 2024.
7. ↑  Das Goldene Schaukelpferd für „Kakerlakak“ auf spielzeuginternational.de; abgerufen am 19. Mai 2024.